# ウィッシュインターナショナル
ウィッシュインターナショナル株式会社は、留学を専門とした海外主催旅行の企画、販売、催行を行う日本の留学エージェント会社である。海外語学研修、プチ留学、親子・ジュニア留学、高校留学、大学留学、ワーキングホリデー、キャリアアップ留学など留学全般を扱う。アメリカ、カナダ、オーストラリア、ニュージーランド、イギリス、マルタに海外オフィスがあり、現地サポートが受けられるようになっている。中央出版グループに属する（代表者も同じ）。

## 加盟団体
- 社団法人　日本旅行業協会(JATA）正会員
- JATA留学・語学研修等協議会(CIEL)正会員
- 特定非営利活動法人　海外留学協議会(JAOS)正会員

## 業務提携・関連会社
- 中央出版
- イッティージャパン

## 沿革
- 1987年 - ウィッシュインターナショナル株式会社を設立
- 2005年 - 幻冬舎から中央出版へ株式譲渡
- 2006年 -近畿日本ツーリストと提携（出資）